# Светловский сельсовет (Новосибирская область)
Светловский сельсовет — сельское поселение в Краснозёрском районе Новосибирской области.
Административный центр — село Светлое.

## География
Территория поселения расположена в юго-западной части Новосибирской области на расстоянии 360 км от областного центра г. Новосибирска, в 70 км от районного центра р.п. Краснозёрское и в 100 км от ближайшей железнодорожной станции.
Территория всего — 20520 га., в том числе сельхозугодья — 15401 га.
Протяжённость автомобильных дорог — 7,49 км,
Из них с твёрдым покрытием — 0,97 км.

## История
Светловская сельская администрация Краснозёрского района Новосибирской области на основании Закона НСО № 37-ОЗ от 10.01.1999 года преобразована в администрацию муниципального образования Светловского сельсовета.
Администрация муниципального образования Светловского сельсовета на основании Закона Новосибирской области «О наименованиях органов местного самоуправления в Новосибирской области № 3-03 от 16.03.2006, решения 9 сессии Светловского Совета депутатов от 24.04.2006 г» переименована в администрацию Светловского сельсовета Краснозёрского района Новосибирской области.

## Население
| 2002 | 2010 | 2012 | 2013 | 2014 | 2015 | 2016 |
| ---- | ---- | ---- | ---- | ---- | ---- | ---- |
| 794  | ↘583 | ↘567 | ↘547 | ↘526 | ↘513 | ↘494 |
| 2017 | 2018 | 2019 | 2020 | 2021 |      |      |
| ↘490 | ↘485 | ↘469 | ↘462 | ↘441 |      |      |

## Состав сельского поселения
В состав сельского поселения входят 2 населённых пункта:
| № | Населённый пункт | Тип населённого пункта       | Население |
| - | ---------------- | ---------------------------- | --------- |
| 1 | Новопокровский   | посёлок                      | ↘100      |
| 2 | Светлое          | село, административный центр | ↘483      |

Этнический состав населения следующий: русские, немцы, украинцы, казахи.

## Местное самоуправление
Почтовый адрес: 632934, Новосибирская область, Краснозерский район, с. Светлое, ул. Центральная, 2